# 최병상
최병상(1957년 8월 18일~2008년 11월 15일)은 대한민국의 성우이다. 1983년부터 KBS 소속 성우로 활동하기 시작했으며, 2005년에 은퇴했다. 장남은 배우 최성재이다.

## 사망
- 2008년 11월 15일에서 향년 52세(만 51세)의 나이로 간암으로 사망했다.

## 출연 작품

### 애니메이션
- 고질라 (KBS) - 멘델
- 수라왕 슈라토(VIDEO) - 야차왕 가이, 부동명왕 아카라나타
- 구슬동자(SBS) - 모미테봉(살살이봉)
- 근육맨 - 로빈마스크
- 기파이터 태랑(MBC) - 니버스
- 거북이 특공대(SBS) - 슈레더, 버논
- 드래곤 볼 - 우마왕, 레드리본군
- 매직 스워드 - 그리핀
- 레스톨 특수 구조대(KBS) - 헤론, 빅터
- 로도스도 전기 - 아슈람, 엑토
- 미래영웅 아이언리거(SBS) - 제딧, 골드마스크
- 베르사유의 장미 - 니콜라스, 오를레앙
- 비스트워즈(MBC) - 테로소
- 빅토리 구슬동자(SBS) - 괴짜봉
- 유니미니펫(SBS) - 도깨도깨
- 전사 골리앗(KBS) - 오웬, 회장 비서
- 카우보이 비밥(투니버스)
- 슬레이어즈 - 세이그람
- 이누야샤(애니원) - 카텐마루
- 티몬과 품바(KBS) - 반자이, 악당
- 데블 파이터(KBS) - 페르사
- 태권왕 강태풍(KBS) - 교장
- 피구왕 통키(SBS) - 오자키 오사무(오동도)
- 수호요정 미셸(KBS) - 로이드
- 요술망아지 브링크(KBS) - 도둑형제 1
- 지오레인저(SBS) - 제이슨(골드), 외계인
- 밀림의 왕자 레오(KBS)
- 은하탐정 케인(SBS) - 고룬노바
- 울트라 탐험대(SBS) - 펭코
- 벨과 마법의 성(KBS)
- 오리대장 꽉꽉(SBS) - 리스펠
- 전격전대 체인지맨 - 부관 티마 / 코마
- 빛의 전사 마스크맨 - 블랙 마스크
- 축구왕 슛돌이(SBS) - 얀 / 브루노(나중) / 장내 아나운서 / 카를로
- 마법소녀 리나(SBS) - 세이그람(NEXT)
- 아이젠보그(VIDEO) - 해설
- 올림포스 가디언(SBS) - 아이기판
- 윈다리아(VIDEO)
- 달려라 부메랑(SBS)
- 우주용사 버즈(KBS)
- 곰돌이와 비키의 모험(EBS) - 조니
- 날아라! 특공대(EBS)
- 노마는 평범해(EBS) - 조지
- 로빈은 사춘기(EBS) - 랠프
- 세계명작동화(EBS) - '보물섬'편 빌리 본스 / '포카혼타스'편 게인스 / '구두장이 한스와 요정 친구들'편 / '왕자와 거지'편 존 캔티
- 우바우바 마수필라미(EBS) - 브링
- 유령성의 오싹오싹 이야기(EBS) - 해골 박사
- 유쾌한 곰돌이 패딩턴(EBS) - 커리 아저씨
- 101마리 강아지 - 작은개

### 극장판 애니메이션
- 라이온 킹 1/3 - 반자이
- 로봇 - 허브 코퍼바덤
- 루팡 3세 - 칼리오스트로의 성(VIDEO) - 고에몽
- 뮬란/뮬란 2 - 링
- 아나스타샤(KBS, 극장) - 니콜라스(릭 존스)
- 아이스 에이지 - 지크
- 정글북 - 코끼리 / 원숭이 / 독수리
- 토드와 코퍼 - 치프
- 토이 스토리 1/2 - 렉스
- 포카혼타스 - 위긴스
- 폼포코 너구리 대작전
- 헝그리 베스트 5(KBS) - 아나운서

### 게임
- 진 삼국무쌍 - 사마의

### 외화

#### 전담 배우
- 케빈 베이컨
  - 유혹의 선 (KBS) - 데이빗
  - 일급 살인 (KBS) - 헨리
  - 할로우 맨 (KBS) - 카인
  - JFK (KBS) - 오키프
  - 네바다 불가사리 (KBS) - 발렌타인

#### 드라마
- 판관 포청천 (KBS) - 소칠
- 강호풍운록 (KBS) - 보수
- 아빠, 뭐하세요? (KBS) - 알

#### 영화
- 경마장의 비밀 (SBS) - 리즈
- 골든 게이트 (KBS)
- 공포의 특급열차 (KBS)
- 국경선 (SBS) - 지미 (브루노 커비)
- 굿바이 레닌 (KBS) - 크라프라트(미카엘 그뷔스덱)
- 길로틴 트래지디 (KBS) - 루이
- 꾸러기 전쟁 (KBS) - 마크의 아빠(장 게린)
- 내 이름은 던스턴 (KBS) - 벅(폴 루번스)
- 뉴튼 보이즈 (KBS) - 페이(데이빗 젠슨) / 웨이터(루 템플)
- 니키타 (SBS)
- 다크니스 (KBS)
- 데스 워시 4 (SBS)
- 데이라이트(KBS) - 프랭크(댄 헤다야)
- 동방불패 2 (KBS)
- 딥 스타 식스 (SBS) - 스나이더(미겔 페러)
- 라간 (KBS) - 스미스 / 이스마일
- 라디오 살인사건 (KBS)
- 라이언하트(KBS) - 조슈아(해리슨 페이지)
- 랜드 앤 프리덤 (KBS)
- 러브 스파이 (KBS) - 빼빼일꾼
- 로미오와 줄리엣(1997년 더빙판) (KBS) - 파리스 백작(로베르토 비사코)
- 로보캅 2(SBS) - 쿠삭 시장(윌러드 E. 퓨)
- 마지막 황제 (KBS) - 군인대장(진개가) / 히로사까 공주 남편
- 말콤 X (KBS)
- 매드 맥스 2 (KBS) - 기이로 캡틴(브루스 스펜스)
- 머큐리 (KBS)
- 못 말리는 첩보원 (KBS)
- 미드나이트 런 (KBS)
- 미션 (SBS) - 필리포 (에이단 퀸)
- 미스터리 알래스카 (KBS) - 홀트(브렌트 스테이트)
- 볼 폰 (KBS)
- 볼사리노 2 (KBS)
- 볼케이노 (KBS) - 에밋 (돈 치들)
- 부메랑 (KBS)
- 북경 자전거 (KBS)
- 브랜단 & 트루디 (KBS)
- 사이먼 비치 (KBS)
- 사형도수 (SBS) - 이 사범(석천) / 상관일운의 부하(서하)
- 살인 표적 (SBS)
- 새벽의 비밀 (KBS)
- 소림축구 (KBS) - 삼사형 (전계문)
- 속 48시간 (SBS)
- 속 프로젝트 A (KBS) - 진삼환 (린웨이)
- 스키아카데미 (SBS) - 아이스맨 (T.K. 카터)
- 스트라이킹 디스턴스(KBS) - 지미(로버트 파스토렐리) / 프레드(톰 앳킨스)
- 스트리트 나이트(SBS) - 시스코(라몬 프랑코)
- 슬립워커 (KBS) - 프레드릭 (마츠 루달)
- 더티 해리 4 - 써든 임팩트 (KBS)
- 신용문객잔 (KBS) - 철죽
- 써머스비 (KBS)
- 아스테릭스 (SBS) - 테트리우스 (로베르토 베니니)
- 아웃브레이크 (KBS) - 캐시 (케빈 스페이시)
- 아이언 이글 (SBS) - 레지 (래리 B. 스콧)
- 야망의 제물 (SBS)
- 양들의 침묵 (KBS) - 부검의(케네스 우트)
- 어비스 (SBS) - 멍크 소위 (애덤 넬슨)
- 에너미 오브 스테이트 (KBS) - 밴(보디 엘프먼)
- 에어포트 (KBS) - 덕 역
- 에일리언 4 (KBS) - 게디먼 (브래드 듀리프)
- 영 건 2 (KBS) - 루다바무 (크리스찬 슬레이터)
- 영웅 알베르 (KBS)
- 오픈 유어 아이즈 (KBS)
- 우리들의 좋은 형사 (KBS)
- 울프 캅 (KBS)
- 위험한 진실 (KBS) - 레이몬드 (빈센트 갤로)
- 음식남녀 (KBS) - 주명도(허경민)
- 의뢰인 (KBS) - 멤피스 경찰
- 이연걸의 소림오조 (SBS) - 마영아(계춘화)
- 인공지능 하우스 (KBS) - 마일스(에밀리오 보렐리)
- 일 포스티노 (KBS) - 마리오 (마씨모 트로이시)
- 잉글리쉬 페이션트 (KBS) - 뮐러 (위르겐 프로크노브)
- 장 폴 벨몽도의 밤의 추적자 (SBS)
- 제5원소 (KBS) - 데이빗 (찰리 크리드-마일즈)
- 죽은 시인의 사회 (KBS) - 믹스 (알레론 루지에로)
- 콜리야 (KBS)
- 퀴즈 쇼 (KBS) - 해리스(조지 마틴) / 마틴(마틴 스코세이지)
- 크로커다일 던디 2 (KBS)
- 타락천사 (KBS) - 아이스크림 먹는 남자(진휘홍)
- 타임 투 킬 (KBS) - 루니 (크리스 쿠퍼) / 윈스턴(팀 파라티) / 머스그로브(바이런 제닝스)
- 태양의 제국 (KBS)
- 턱시도 (SBS) - 런딘(폴 베이츠)
- 토파즈 (KBS) - 두보아
- 트루 라이즈 (KBS) - 파이실(그랜트 해슬로브)
- 특공대작전 (KBS) - 브로스(알 맨치니)
- 파라다이스 로드 (KBS)
- 파이널 디씨전 (KBS) - 루이(BD 웡) / 부기장(마이클 밀호언) / 무장 보안관(리차드 리엘) / 정보 분석원(브래드 브레이스델)
- 파이어 스톰 (KBS) - 윌킨스(벤자민 래트너)
- 패트리어트 (KBS)
- 포레스트 검프 (KBS) - 댄 중위 (게리 시니즈)
- 폭풍의 월요일 (KBS)
- 폴리스 스토리 (SBS) - 서장(임국웅)
  - 폴리스 스토리 2 (SBS) - 서장(임국웅)
- 풀 타임 킬러 (SBS)
- 프레데터 2 (KBS) - 제리(빌 팩스턴) / 엘 스콜피오 (헨리 킹지)
- 프리즌(영어판) (KBS) - 허쉬 (래리 플래시 젠킨스)
- 프리퀀시 (SBS)
- 플래툰 (KBS) - 에이스(테리 맥킬베인)
- 하이랜더 (KBS)
- 행복을 파는 기계 (KBS)
- 화성의 유령들 (KBS) - 죄수(릭 데너스타인)
- 007 두 번 산다 (KBS) - 스펙터 3호(버트 크와욱) / 하와이 관제원(에디 비숍) / 소련 우주 관제원(알렉스 마체브스키)
- 007 죽느냐 사느냐 (KBS)
- 13번째 전사 (KBS) - 허거(데니스 스토로이)
- 13일의 금요일 6 (KBS)
- 7일간의 사랑 (SBS)
- F학점 첩보원 (KBS) - 켄트(올리버 디어) / 케리(트레비스 스워드)
- 펄프 픽션 (KBS) - 랜스(에릭 스톨츠)